# GWR 850 Class
GWR 850 Class — многочисленный тип небольших танк-паровозов с осевой формулой 0-3-0, строившихся Джорджем Армстронгом на Вулвергемптонском заводе Большой западной железной дороги в 1874—1895 годах.
Многочисленность и неплохие характеристики обеспечили этому типу очень долгую жизнь. В 1949 году их сменили чрезвычайно похожие на них GWR 1600 Class Хоксуорта, которым, вследствие скорого конца паровой тяги, было отведено лишь семь лет службы.

## Постройка паровозов
Первоначально 850 Class составляли 50 паровозов: 48 новых и 2 переделанных. Переделаны были № 93 и № 94 (в 1875 и 1877 годах) из паровозов стандартной колеи Дэниела Гуча 1860 года постройки. Позднее, по мере перестройки, в 850 Class были влиты 120 паровозов GWR 1901 Class. Утверждается, что № 1216—1227 были из 1901 Class, но это маловероятно, потому что 1901 Class был представлен позже, чем были построены эти два паровоза.
| № GWR     | Партия | Построены | Количество | Примечания |
| --------- | ------ | --------- | ---------- | ---------- |
| 850-861   | T      | 1874      | 12         |            |
| 862-873   | V      | 1874-75   | 12         |            |
| 987-998   | X      | 1875-76   | 12         |            |
| 93-94     | -      | 1875-77   | 2          | Переделаны |
| 1216-1227 | Y      | 1876-77   | 12         |            |
| Всего     |        |           | 50         |            |

| № GWR     | Партия | Построены | Количество | Примечания |
| --------- | ------ | --------- | ---------- | ---------- |
| 1901-1912 | J2     | 1881-82   | 12         |            |
| 1913-1924 | L2     | 1882      | 12         |            |
| 1925-1936 | O2     | 1883-84   | 12         |            |
| 1937-1948 | Q2     | 1886-87   | 12         |            |
| 1949-1960 | R2     | 1888      | 12         |            |
| 1961-1972 | T2     | 1889-90   | 12         |            |
| 1973-1984 | V2     | 1890-91   | 12         |            |
| 1985-96   | X2     | 1891      | 12         |            |
| 1997-2008 | Y2     | 1891-92   | 12         |            |
| 2009-2020 | Z2     | 1894-95   | 12         |            |
| Всего     |        |           | 120        |            |

## Модификации
У первых 36 паровозов сухопарник был расположен над топкой, у остальных — посередине котла. После капитальных ремонтов два класса стали выглядеть более унифицированными. У всех паровозов были внутренние рамы и седельные водяные танки на полную длину котла с дымовой коробкой. Вьючные танки устанавливались с 1910 года при переделке на топки Бельпера, с 1924 года на многие паровозы были установлены угольные ящики большего объёма. Тем не менее, 17 паровозов проработали всю жизнь с седельными танками: 855, 864, 873, 990, 991, 1216, 1904, 1913, 1925, 1932, 1933, 1939, 1944, 1963, 1981, 1984 и 2007.

## Эксплуатация
Паровозы были широко распространены на сети GWR. В 1881—82 годах 4 паровоза с завода отправились на Корнуоллскую рудную железную дорогу.
Паровозы этого типа использовались для маневровой работы в доках Плимута, Бристоля, Лланелли и Биркенхеда (где дольше всего и задержались). В 1906 и 1913 годах четыре паровоза были проданы промышленным предприятиям, в 1939 году были проданы ещё четыре. До 1927 года паровозы использовались для работы с порожними вагонами на станции Паддингтон.

## Паровые краны
В 1901 году в Суиндоне для внутризаводского употребления было построено 2 паровых крана 0-3-0 на основе 850 Class с удлинённой сзади рамой, опиравшейся на четырёхосную поддерживающую тележку. Они получили номера и имена 17 «Циклоп» и 18 «Стеропа». Третий, № 16 «Геркулес» был построен в 1921 году. Все три крана были утилизированы в 1936 году.
Первые два крана работали при давлении пара 150 фунтов на кв. дюйм (1,03 МПа), третий — 165 фунтов на кв. дюйм (1,14 МПа). «Геркулес» обладал грузоподъёмностью 6 т при радиусе действия 18 футов (5,5 м) (двойной цепью) и 9 т при радиусе 12 футов (3,7 м) (тройной цепью). Полная масса кранов составляла 65 т.

## British Railways
При национализации британских железных дорог в 1948 году к British Railways (BR) перешёл один настоящий 850 Class (№ 992) и 43 бывших 1901 Class. Они получили тяговый класс 2F. Согласно Иэну Аллану, на BR они все обозначались как 1901 Class. Десять паровозов были перекрашены в чёрную без полос ливрею BR, последние паровозы проработали не менее, чем до 1958 года, став последними паровозами Джорджа Армстронга в эксплуатации.
До национализации дошло 3 паровоза с изначальными седельными танками: два 850 Class (№ 1925 и 2007, списаны в 1951 и 1949 годах) и GWR 2021 Class № 2048, переделанный на вьючные танки вскоре после национализации и утилизированный в 1952 году. Паровоз № 1925 снимался в фильме «The Chiltern Hundreds» (1949), где он прибывает с поездом на станцию Денэм.
Аллан приводит следующие подробности по паровозам 1901 Class в 1948 году:
- номера BR: 992 и 1903-2019 (с пропусками);
- всего 44 паровоза;
- масса — 36,15 длинных тонн (36,73 т; 40,49 коротких тонн) (полная);
- давление пара — 165 psi (1,14 МPa);
- диаметр цилиндров и ход поршня — 16 ″ × 24 ″ (410 мм × 610 мм);
- диаметр колёс — 4 футов 1 1⁄2 ″ (1257 мм)
- сила тяги — 17 410 lbf (77,4 кN)
- маршрутность — не классифицированы.